# Zhao Jie
Zhao Jie (Kunshan, 13 ottobre 2002) è una martellista cinese.

## Biografia
Nel 2022 prende parte ai Campionati mondiali di atletica leggera di Eugene, dove, con il miglior lancio a 68,18 m, non riesce a superare il turno di qualificazione del lancio del martello.
Nel 2023 è medaglia d'oro ai campionati asiatici di Bangkok e si classifica decima ai campionati mondiali di Budapest. Conquista inoltre la medaglia d'argento ai Giochi asiatici di Hangzhou 2023.
Nel 2024 si classifica per la partecipazione ai Giochi olimpici di Parigi, dove riesce a raggiungere la misura di 72,49 m che le vale la medaglia di bronzo.

## Progressione

### Lancio del martello
| Stagione | Misura  | Luogo    | Data      | Rank. Mond. |
| -------- | ------- | -------- | --------- | ----------- |
| 2024     | 75,42 m | Huai'an  | 18-7-2024 |             |
| 2023     | 73,23 m | Budapest | 23-8-2023 |             |
| 2022     | 72,93 m | Huai'an  | 7-6-2022  |             |
| 2021     | 67,52 m | Chengdu  | 2-8-2021  |             |
| 2019     | 63,34 m | Shenyang | 2-4-2021  |             |

## Palmarès
| Anno | Manifestazione               | Sede      | Evento              | Risultato | Prestazione | Note |
| ---- | ---------------------------- | --------- | ------------------- | --------- | ----------- | ---- |
| 2022 | Mondiali                     | Eugene    | Lancio del martello | 21ª (q)   | 68,18 m     |      |
| 2023 | Campionati asiatici          | Bangkok   | Lancio del martello | Oro       | 69,39 m     |      |
| 2023 | Mondiali                     | Budapest  | Lancio del martello | 10ª       | 70,29 m     |      |
| 2023 | Giochi asiatici              | Hangzhou  | Lancio del martello | Argento   | 69,44 m     |      |
| 2024 | Giochi olimpici              | Parigi    | Lancio del martello | Bronzo    | 72,49 m     |      |
| 2025 | Giochi mondiali universitari | Reno-Ruhr | Lancio del martello | Oro       | 72,80 m     |      |

## Campionati nazionali
- 1 volta campionessa cinese assoluta del lancio del martello (2024)
- 1 volta campionessa cinese under 18 del lancio del martello (2019)

2019
- Oro ai campionati cinesi under 18, lancio del martello (3 kg) - 68,84 m
- 8ª ai campionati cinesi assoluti, lancio del martello - 63,34 m

2021
- Nessuna misura valida registrata ai campionati cinesi assoluti, lancio del martello

2023
- Argento ai campionati cinesi assoluti, lancio del martello - 72,27 m

2024
- Oro ai campionati cinesi assoluti, lancio del martello - 74,34 m